# Minniza lindbergi
Espèce
Synonymes
- Minniza babylonica lindbergi Beier, 1957

Minniza lindbergi est une espèce de pseudoscorpions de la famille des Olpiidae.

## Distribution
Cette espèce se rencontre en Turquie et en Israël.

## Étymologie
Cette espèce est nommée en l'honneur de Knut Lindberg (1892-1962).

## Publication originale
- Beier, 1957 : Pseudoscorpione gesammelt von Dr. K. Lindberg 1956. Förhandlingar vid Kungliga Fysiografiska Sällskapets i Lund, vol. 27, p. 145-151.